# Кімната з видом (роман)
«Кімната з видом» (англ. A Room with a View) — роман англійського письменника Е. М. Форстера 1908 року про молоду дівчину в стриманій культурі Англії епохи Едуарда. Дія відбувається в Італії та Англії. Ця історія є одночасно романом і гумористичною критикою англійського суспільства початку XX століття. 1985 року компанія Merchant Ivory випустила відзначену нагородами екранізацію. Видавництво Modern Library поставило роман на 79-е місце у своєму списку «100 найкращих англомовних романів 20 століття» (1998).

## Сюжет
Дія роману розгортається на початку 1900-х років, коли англійські жінки з вищого середнього класу починають вести більш незалежне, повне пригод життя. У першій частині міс Люсі Ганічерч мандрує Італією зі своєю надмірно метушливою кузиною-старою дівою і компаньйонкою міс Шарлоттою Бартлетт. Роман починається у Флоренції з того, що жінки скаржаться на свої кімнати в пансіоні Бертоліні. Їм обіцяли номери з краєвидом на річку Арно, але натомість їм дістався вид на сумний двір. Інший гість, містер Емерсон, перериває їхнє голосіння, спонтанно пропонуючи помінятися кімнатами.
У нього та його сина Джорджа є кімнати з видом на Арно, і він зауважує: Жінкам подобається милуватися краєвидом, а чоловікам ні. Шарлотта відкидає пропозицію, частково тому, що дивиться зверхньо на нетрадиційну поведінку Емерсонів і боїться, що це накладе на них непристойні зобов'язання. Однак інший гість, містер Біб, англіканський священник, переконує Шарлотту прийняти пропозицію. Шарлотта припускає, що Емерсони — соціалісти.
Наступного дня Люсі проводить ранок у базиліці Санта-Кроче в супроводі міс Елеонори Лавіш, письменниці, яка обіцяє влаштувати їй пригоду. Лавіш конфіскує путівник Люсі, заявляючи, що вона покаже їй справжню Італію. Дорогою в Санта-Кроче вони повернули не туди і заблукали. Після багатогодинного блукання різними вулицями і площами вони врешті-решт добираються до площі перед церквою. Всередині церкви Люсі натикається на Емерсона. Хоча інші відвідувачі вважають поведінку містера Емерсона дещо дивною, Люсі виявляє, що батько та син їй подобаються. Вона неодноразово зустрічає їх у Флоренції. Під час прогулянки площею Синьорії Люсі та Джордж Емерсон стають свідками вбивства. Вражена жахом, Люсі непритомніє, а Джордж підхоплює її. Прийшовши до тями, вона просить його забрати фотографії, які вона впустила поруч із місцем вбивства. Джордж знаходить їх, але, оскільки вони забруднені кров'ю, він кидає їх у річку, перш ніж сказати Люсі. Люсі зауважує, який Джордж зухвалий. Коли вони зупиняються біля річки Арно, перш ніж повернутися в пансіон, вони мило розмовляють.
Люсі вирішує уникати Джорджа, частково тому, що вона збентежена своїми почуттями, а також для того, щоб заспокоїти Шарлотту, яка починає побоюватися ексцентричних Емерсонів. Вона підслухала, як містер Іґер, священник, сказав, що містер Емерсон «убив свою дружину в очах Бога».
Пізніше цього тижня містер Біб, містер Іґер, Емерсони, міс Лавіш, Шарлотта та Люсі вирушають у одноденну поїздку до Ф'єзоле, мальовничого району біля Флоренції, у двох екіпажах, керованих італійськими водіями. Одному водієві дозволяють, щоб симпатична дівчина, яку він називає своєю сестрою, сиділа поруч із ним на задньому сидінні. Коли він цілує її, містер Іґер негайно наказує висадити дівчину. В іншому вагоні містер Емерсон зауважує, що розлучення двох закоханих людей — скоріше горе, ніж радість.
На схилі пагорба Люсі залишає міс Лавіш і міс Бартлетт наодинці і вирушає на пошуки містера Біба. Не розуміючи ламаної італійської Люсі, водій веде її туди, де Джордж милується видом природи. Вражений красою Люсі серед поля фіалок, він обіймає та цілує її. Однак їх перериває Шарлотта, вражена і засмучена, що не встигла зупинити Люсі. Люсі обіцяє Шарлотті, що нічого не розповість матері про «образу», завдану їй Джорджем. Наступного дня Люсі з кузиною їдуть до Рима.
У Римі Люсі проводить час із Сесілом Вайсом, з яким вона познайомилась раніше в Англії. Сесіл двічі освідчується Люсі в Італії. Обидва рази вона відкидає його. На початку другої частини Люсі повернулася додому в Суррей. Сесіл знову освідчується, і цього разу вона погоджується. Сесіл — витончений лондонський естет, чий ранг і клас роблять його бажаною партією, попри його зневагу до сільського товариства. Він досить комічний, чванливий і часто напускає на себе претенсійний вигляд.
Сцену з екранізації дивляться головні герої американського серіалу «Дівчата Гілмор».
Вікарій, містер Біб, повідомляє, що місцеву віллу здано в оренду. Нові орендарі ― Емерсони, які після випадкової зустрічі із Сесілом у Лондоні дізналися про те, що вілла вільна. Сесіл заманив їх приїхати до села як нагороду господареві вілли серу Гаррі Отвею, якого Сесіл (вважаючи себе дуже демократичним) вважає снобом. Люсі сердиться на Сесіла, оскільки вона попередньо домовилася про те, щоб літні сестри Алан, які також були гостями пансіону Бертоліні, зняли віллу.
Містер Біб знайомить брата Люсі, Фредді Ганічерча, з Емерсонами. Фредді запрошує Джорджа скупатися в лісовому ставку поблизу. Усі троє йдуть туди. Фредді і Джордж роздягаються і стрибають у воду, зрештою переконуючи містера Біба приєднатися до них. Чоловіки розважаються, граються, хлюпаються в ставку і вийшовши з нього, бігають по кущах, поки Люсі з матір'ю та Сесілом не натикаються на них під час прогулянки лісом
Пізніше Фредді запрошує Джорджа пограти у теніс у Вінді-Корнер. Поки інші грають у теніс, Сесіл ходить по кімнаті і навмисне читає вголос уривки з другосортного любовного роману, в якому є сцена, яка підозріло нагадує поцілунок Джорджа з Люсі у Ф'єзолі. Джордж застає Люсі саму в саду і знову цілує її. Люсі розуміє, що роман написала міс Лавіш і що Шарлотта, мабуть, розповіла їй про їхній поцілунок.
Розлютившись на Шарлотту за те, що та видала її таємницю, Люсі змушує її дивитися, як вона наказує Джорджу покинути Вінді-Корнер і ніколи не повертатися. Джордж стверджує, що Сесіл бачить у Люсі тільки «предмет для полиці» і ніколи не покохає її настільки, щоб надати їй незалежність, тоді як Джордж любить її такою, якою вона є. Люсі зворушена, але залишається непохитною. Пізніше того ж вечора, після того, як Сесіл знову грубо відмовляється грати в теніс, Люсі бачить Сесіла таким, яким він є насправді, і розриває їхні заручини. Вона вирішує тікати до Греції зі сестрами Алан.
Тим часом Джордж, не в змозі терпіти присутність Люсі, відвозить свого батька назад до Лондона, не підозрюючи, що Люсі розірвала заручини. Незадовго до від'їзду Люсі вона випадково зустрічає містера Емерсона в будинку містера Біба. Він не знає, що Люсі більше не заручена. Вона не може збрехати йому. Люсі зворушена відкритою і чесною розмовою з містером Емерсоном і зізнається, що вона весь цей час була закохана в Джорджа. Він також згадує, як його дружина збожеволіла і втратила волю до життя, тому що боялася, що Джордж захворів на тиф у віці 12 років у покарання за те, що він не був хрещеним. Її страх був результатом візиту суворого священика містера Іґера, і цей інцидент пояснює пізніше заяву Іґера про те, що містер Емерсон «убив свою дружину в очах Бога».
Роман закінчується у Флоренції, куди Джордж і Люсі втекли без згоди місіс Ганічерч. Однак незабаром з'ясувалося, що кузина Люсі Шарлотта знала, що містер Емерсон був у містера Біба того дня, і не була проти того, щоб Люсі зустрілася і поговорила з ним. Історія закінчується зізнанням у коханні на все життя між Люсі та Джорджем.

## Адаптації на сцені, в кіно, на радіо та телебаченні
Роман уперше адаптував для театру Річард Коттрелл спільно з Ленсом Сівкінгом для театральної трупи «Проспект». 27 листопада 1975 року п'єсу поставили в театрі Олбері режисери Тобі Робертсон та Тімоті Вест.
1985 року Джеймс Айворі зняв відзначену нагородами екранізацію з Меггі Сміт у ролі Шарлотти Бартлетт, Геленою Бонем Картер у ролі Люсі Ганічерч, Джуді Денч у ролі Елеонори Лавіш, Денголмом Елліотом у ролі містера Емерсона, Джуліаном Сендсом у ролі Джорджа Емерсона, Денієлом Дей-Льюїсом у ролі Сесіла Вайса та Саймоном Каллоу в ролі преподобного містера Біба.
1995 року BBC Radio 4 випустило радіоадаптацію з чотирьох частин, написану Девідом Вейдом та режисером Гліном Дірманом (випущену комерційно як частину колекції BBC Radio).
2006 року Ендрю Девіс оголосив про намір адаптувати «Кімнату з видом» для ITV . Вперше фільм показано на ITV1 4 листопада 2007 року.
Музична версія роману режисера Скотта Шварца, поставлена в театрі Олд Ґлоуб у Сан-Дієго, після попереднього перегляду 2 березня 2012 року та прем'єри 10 березня, демонструвалась до 15 квітня.
Перероблена версія мюзиклу відкрилася в театрі 5-ї авеню в Сіетлі 15 квітня 2014 року, після двох тижнів попереднього перегляду, і тривала до 11 травня.

## У масовій культурі
Ноел Ковард написав 1928 року хіт під назвою «Кімната з видом», назву якого, за його визнанням, взято з роману Форстера.
Сцену з екранізації дивляться головні герої американського серіалу «Дівчата Гілмор».
У серіалі «Офіс» клуб витончених речей читає та обговорює книгу за чаюванням.
Екранізацію обговорюють головні герої британської романтичної драми «Вікенд» 2011 року.